# Sân bay Bamboura
Sân bay Bamboura (tiếng Nga: аэропорт Бамбоура, còn được gọi là аэропорт Бомбора - Aeroport Bombora) là một sân bay ở Gruzia. Sân bay nằm ở quận Gudauta, ở nước Cộng hòa Abkhazia, cự ly 40 km so với thủ phủ Sujum. Đây là một trong những sân bay lớn nhất trong Transcaucasia.
Vị trí của nó là lý tưởng cho các mục đích quân sự, cách bờ biển khoảng 60 mét từ bờ biển, cho phép cất cánh bay thấp trên mực nước biển.
Trong thời Xô Viết, sân bay là một cơ sở của máy bay chiến đấu, máy bay ném bom và máy bay vận tải của Không quân Soviética. Trong những năm 1970 tại đây có Sukhoi Su-15 và Sukhoi Su-17, và trong những năm 1980, thêm Sukhoi Su-27 và Sukhoi Su-29